# François Sernin
François Marie Jean-Baptiste Sernin est un homme politique français né le 28 avril 1782 à Narbonne (Aude) et mort le 8 décembre 1847 à Narbonne.

## Biographie
Médecin à Narbonne, il est député de l'Aude de 1827 à 1829, siégeant dans l'opposition libérale. Il démissionne en cours de mandat.

## Sources
- « François Sernin », dans Adolphe Robert et Gaston Cougny, Dictionnaire des parlementaires français, Edgar Bourloton, 1889-1891 [détail de l’édition]